# Chaetorhynchus papuensis
Genre
Espèce
Statut de conservation UICN

 LC  : Préoccupation mineure
Chaetorhynchus papuensis est une espèce de passereaux de la famille des Rhipiduridae. C'est la seule espèce du genre Chaetorhynchus.

## Taxinomie
Les études phylogéniques d'Irestedt et al. (2008), Jønsson et al. (2011), Norman et al. (2009), Nyári et al. (2009) et Schodde & Christidis (2014) démontrent que Chaetorhynchus papuensis est un parent éloigné de Lamprolia victoriae, et qu'ensemble ils forment une sous-famille dans le clade des Rhipiduridae. En conséquence, le Congrès ornithologique international (classification 4.3, 2014) déplace cette espèce de la famille des Dicruridae à la famille des Rhipiduridae.
Quand elle était placée dans la famille des Dicruridae, son nom normalisé CINFO était Drongo papou.

## Répartition
Il vit en Nouvelle-Guinée.

## Habitat
Il habite les forêts humides tropicales et subtropicales.